# Гао Фу
Гао Фу (кит. упр. 高福; также Джордж Гао [англ. George F. Gao]; род. 15 ноября 1961) — китайский ученый, генеральный директор Центра по контролю и профилактике заболеваний в Китае. 
Член Китайской академии наук (2013), Всемирной академии наук (TWAS; 2014), иностранный член Национальной медицинской академии США (2019), Национальной академии наук США (2019).
Родился в китайской провинции Шаньси. В 1983 году получил диплом ветеринара в местном сельскохозяйственном институте. В 1991 году переехал в Великобританию для продолжения образования в Оксфордском университете, где потом читал лекции. В 2004 году вернулся в Китай. В 2017 году возглавил Центр по контролю и профилактике заболеваний. 
18 октября 2019 года Гао был участником пандемических учений Событие 201. В январе 2020 года Гао вошел в состав команды, изолировавшей коронавирус SARS-CoV-2 и секвенировавшей его геном. Также он был соавтором статей, предоставляющих первые подробные эпидемиологические данные. Разработчик практикуемых мер по борьбе с коронавирусом, включающие социальную дистанцию, самоизоляцию, ношение масок, запрещение общественных собраний.